# Vietnamizace
Vietnamizací války se nazývá proces stahování amerických jednotek z Vietnamu během vietnamské války (1964–1975). Rozhodnutí, o které se zasadil tehdejší americký prezident Richard Nixon v červenci 1969, znamenalo zásadní změnu v dosavadním průběhu války a bylo také předzvěstí jejího nadcházejícího konce.

## Předcházející události
V roce 1968 se na území Vietnamu nacházelo více než půl miliónu amerických jednotek, jejich snahy porazit Severní Vietnam se však ukázaly jako marné. I přes neúspěch ofenzívy Tet, naplánovanou severními Vietnamci na Nový rok 1968 to byli přece jen oni, kdo se nakonec mohl radovat z jistého vítězství. Přestože ztráty Severu byly nesrovnatelně vyšší, politickou porážku utrpěli spíše Američané; široká veřejnost, zajímající se o konflikt již delší dobu, v něm neviděla žádný smysl (sami vojáci často nevěděli, proč vlastně bojují na míle daleko od svojí vlasti) a celková nesmyslnost a nákladnost války vyvolávaly zejména na domácí půdě časté protesty. Je paradoxem, že se Američané, usilující dlouhá léta o poražení Severního Vietnamu, nepokusili o finální útok právě po ofenzívě Tet. Ztráty způsobené jak Severu, tak partyzánským jednotkám Vietcongu připravily perfektní podmínky pro finální úder. Této situace však americké jednotky nevyužily a tak „jediným“ důsledkem bylo dočasné vítězství amerických sil a zvyšující se napětí na domácí půdě.
Další událostí, která vyvolala bouře nevole amerických občanů a zřejmě i nejmasovější demonstrace v její historii, se stal masakr v My Lai. Příslušníci 23. pěší divize zmasakrovali v březnu roku 1968 stovky vietnamských civilistů (mezi nimiž byly i ženy a děti). Jednotka, složená především z mladších vojáků, se údajně rozhodla pomstít druha zabitého při střetu s partyzánskými jednotkami a spustila palbu na nic netušící civilisty, pracující na nedalekém poli. Běsnění se podařilo zastavit až průzkumné letce, kteří vyslali na vlastní jednotku několik varovných střel s varováním, že budou v palbě pokračovat, nepřikáže-li velitel zastavit palbu. Stovky obětí, které si tento masakr vyžádal, dostaly pod tlak nejvyšší velení i politické činitele ve Spojených státech. Tomu napomohla i skutečnost, že prvotní snahou velení bylo celý incident utajit před veřejností. Až na základě pozdějšího vyšetřování bylo několik důstojníků obviněno z vraždy a stanulo před vojenským tribunálem. Fotografie, pořízené na místě masakru, publikoval o několik měsíců později deník Time, společně s několika zprávami investigativních žurnalistů, kteří získávali informaci přímo na místě činu. Veřejnost tak měla možnost dozvědět se zřejmě o jednom z největších zločinů celé války, což mělo za následek i dramatický pokles důvěry vůči Spojeným státům a jejich politice.

### Nixonova doktrína
Neustávající konflikty mezi americkými jednotkami a Severním Vietnamem, celková nespokojenost i situace ve světě nakonec donutila politické činitele (v čele s R. Nixonem) ustoupit ze svého záměru dobýt Sever a přinutit tak nepřítele kapitulovat. V lednu 1969 vystoupil Nixon na veřejnosti se slibem, že se zasadí o mír a také o stahování amerických jednotek z území Vietnamu. Vietnamizace započala. Spočívala ve snížení počtu vojenských akcí amerických jednotek (ty se nyní měly konat převážně pod záštitou armád Jižního Vietnamu) a postupné evakuaci vojáků. Zatímco v roce 1969 se na území Vietnamu nacházelo přes 550 000 vojáků, o rok později to bylo již o více než dvě stě tisíc jednotek méně. V roce 1972 zůstalo na území Vietnamu jen 24 000 vojáků. Válka se chýlila ke svému konci.

## Důsledky vietnamizace
Postupné evakuace amerických jednotek využil Severní Vietnam a znovu se pokusil dobýt Jih, opět však neúspěšně. Stažení pozemních jednotek umožnilo totiž ničím neomezené bombardování nepřítele a Američané mu tak ještě i v poslední fázi války způsobili těžké ztráty (Nixon totiž mj. jiného rozšířil nálety i na sousední státy, tj. Laos a Kambodžu). Tato situace nakonec donutila obě strany zasednout k mírovým jednáním, které vyvrcholily v roce 1973 v Paříži. Americká strana se zde zasadila o definitivní stažení svých jednotek z cizího území. Jižní Vietnam tak zůstal ve válce osamocen, jeho armáda však již sama nebyla schopna nepříteli vzdorovat. Poslední severní ofenzíva oslavila úspěch 30. dubna 1975, kdy Severní Vietnam dobyl Saigon a přinutil tak jeho obyvatele (a také politiky Jižního Vietnamu) kapitulovat.